# St Simon Zelotes
 (mai 2019).
St Simon Zelotes est une église classée au grade II* dans Milner Street, à Chelsea, en Angleterre.
Il a été construit en 1858-59, conçu par l'architecte Joseph Peacock, et constitue son « ouvrage survivant le plus complet. »
Il est classé grade II * depuis 1954